# Отказанная городская партия

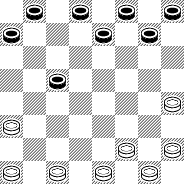
Диаграмма 1. Табия дебюта

Отказанная городская партия — дебют в русских шашках. Табия дебюта возникает после ходов 1.cd4 dc5 2.dc3 fg5 3.gh4 gf4 4.e:g5 h:f4 5.fg3 c:e3 6.g:e5 bc5 7.ed6 c:e5 8.cd4 e:c3 9.b:f2 (см. диаграмму 1)

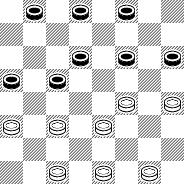
Диаграмма 2. Симметричная позиция, характерная для миттельшпиля ряда дебютов

Основной вариант: 10.fe3 ab6 11.ab2 ba5 12.bc3 hg7 13.hg3 gh6 14.gf4 ed6, приводящий к хорошо известной теории симметричной позиции (см. диаграмму 2). Она получается из дебютов  «Отказанная обратная городская партия», «Отказанная игра Каулена», «Кол» и др.